# USAA
USAA（ユー・エス・エイ・エイ、United Services Automobile Association）はテキサス州サンアントニオに本部を置く。アメリカ軍の軍人、軍属およびその家族を対象とした金融業、保険業を専門とする会社。

## 概要
軍関係者およびその家族のみを対象とした会員制度を採用している。支店や支部を構えず、電話やインターネットおよび郵便を駆使したニッチ市場、ダイレクトマーケティングの先駆者である。

## 歴史
1922年にUnited States Army Automobile Associationとして設立。最初は陸軍士官のみを対象としていたが、1924年に海軍および海兵隊士官も利用可能となり、現在の名前(United Services Automobile Association)になる。1996年に下士官、兵卒も利用可能となる。近年は国内のみならず、ドイツ、イギリスにも社を構え、そのビジネスを拡大しており、2016年度の報告では、11,900,000人の顧客をもつとされている。